# قرار مجلس الأمن التابع للأمم المتحدة رقم 15
قرار مجلس الأمن التابع للأمم المتحدة رقم 15، الذي تم اعتماده بالإجماع في 19 ديسمبر 1946، أنشا لجنة للتحقيق في طبيعة الانتهاكات الحدودية المزعومة على طول الحدود اليونانية مع ألبانيا وبلغاريا ويوغوسلافيا والتوصية بحل لها. كان من المقرر أن تصل اللجنة إلى الموقع في موعد أقصاه 15 يناير 1947 وإصدار تقرير إلى المجلس في أقرب وقت ممكن.